# Minbar

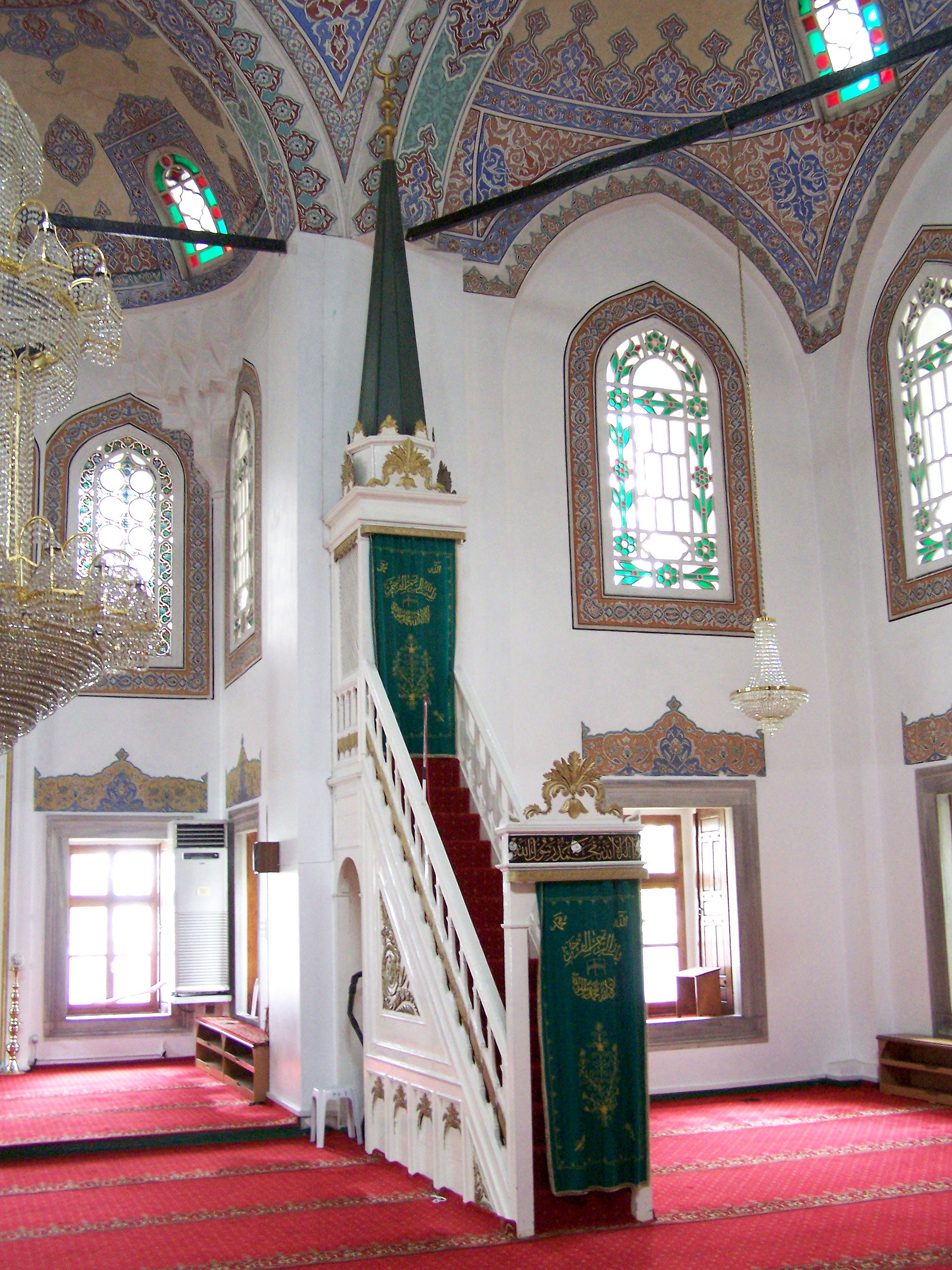
Minbar v mešitě Molla Çelebi v Istanbulu

Minbar je zvýšený prostor v mešitě z něhož vede imám páteční modlitbu. V tomto ohledu je dobré se vyhnout slovu kazatelna, které neodpovídá islámskému pojetí slova minbar, ačkoli tak bývá překládáno[zdroj⁠?!]. Minbar má čistě praktickou funkci a jeho účelem je jen dobrá viditelnost a slyšitelnost chatíba (tj. kazatele), jímž je nejčastěji právě imám.
Vlevo od minbaru se nachází mihráb, což je výklenek ve středu stěny mešity orientovaný směrem k Mekce.